# Matthias Puhle (Handballspieler)
Matthias Puhle (* 11. Oktober 1985 in Duisburg) ist ein deutscher ehemaliger Handballspieler.

## Karriere
Matthias Puhle begann mit vier Jahren beim OSC Rheinhausen mit dem Handball. 2006 wechselte er zur HSG Düsseldorf, mit der er 2009 in die 1. Liga aufstieg. Ab 2011 stand der 1,92 Meter große Handballtorwart bei der HBW Balingen-Weilstetten unter Vertrag. Am 8. Februar 2014 gab die HBW Balingen-Weilstetten bekannt, dass Puhle den Verein sofort verlässt und sich dem VfL Gummersbach anschließt, bei dem er Borko Ristovski ersetzte, der einen Tag zuvor nach Katar wechselte. Im Sommer 2021 kehrt er zum OSC Rheinhausen zurück. 2021 kehrte Puhle zum OSC Rheinhausen zurück, musste allerdings 2022 seine Karriere aufgrund einer Schulterverletzung beenden. Daraufhin übernahm er das Amt des Co-Trainers.